# Histoire du département des Ardennes
L'histoire du département des Ardennes commence le 26 février 1790, date de la création de ce département français par l'Assemblée nationale constituante, au début de la Révolution française. 
Le département des Ardennes, établi à sa création à la frontière des Pays-Bas autrichiens (actuelle Belgique), rassemble de façon un peu artificielle des territoires qui appartenaient sous l’Ancien Régime à différentes structures féodales et administratives, notamment la généralité de Châlons et l'ancienne principauté de Sedan. 
C’est aussi un territoire caractérisé par une grande diversité géographique, économique et linguistique[réf. nécessaire].

## Les pays ardennais de la Préhistoire à 1789

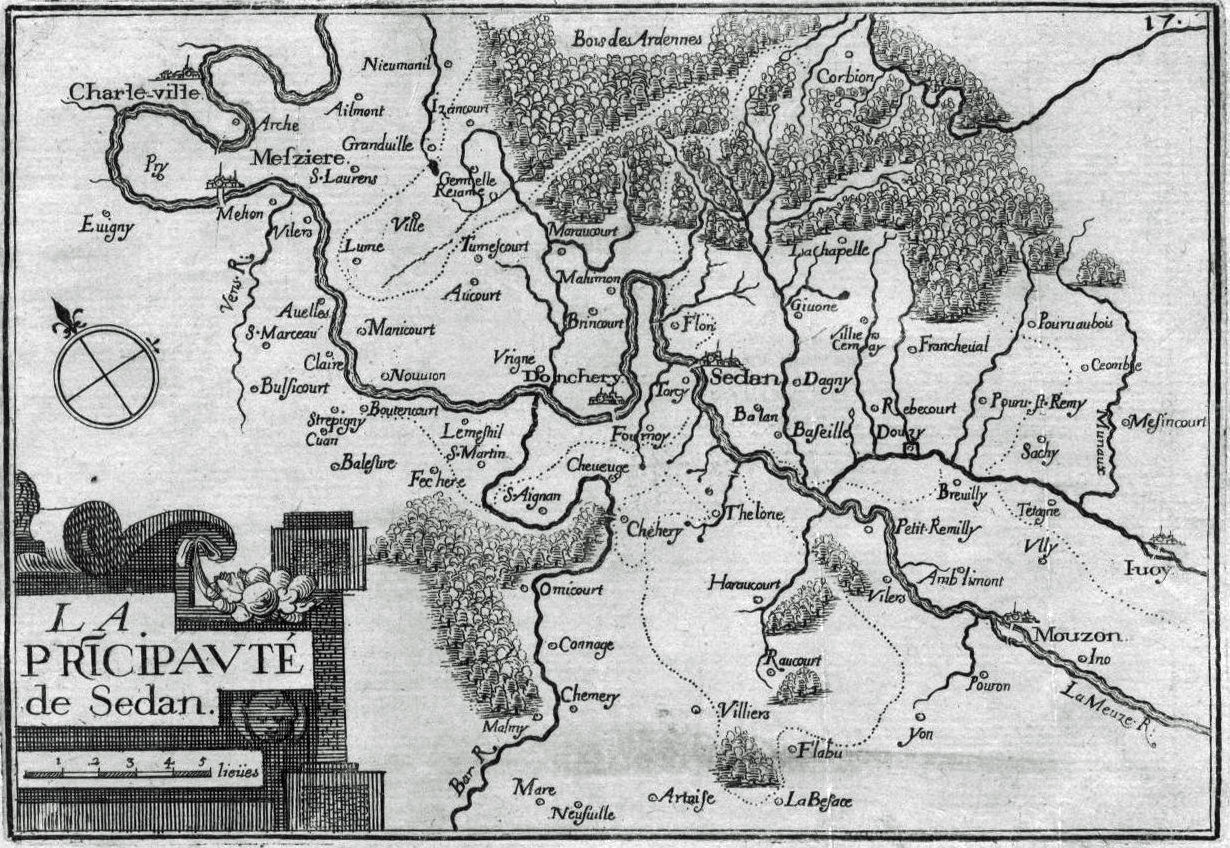
Plan de la principauté de Sedan.

### Préhistoire et Antiquité
Le territoire de l'actuel des Ardennes a été habité dès la Préhistoire et l'Antiquité. 
Contrairement aux lieux communs sur le caractère infranchissable de la forêt des Ardennes[réf. nécessaire], cette région s'est montrée ouverte aux échanges et aux flux migratoires,. 

### Moyen Âge: le traité de Verdun (843) fait de la Meuse une frontière
C'est à Attigny (Ardennes), que le Saxon Widukind aurait été converti au christianisme ainsi que plusieurs de ses hommes en 785, par Charlemagne, roi des Francs (empereur en 800).
En 843, le traité de Verdun partage l'empire carolingien entre les trois petits-fils de Charlemagne, Lothaire, Louis et Charles, fils de Louis le Pieux. Une des frontières choisies entre la Francie occidentale (Charles) et la Francie médiane (Lothaire) est le cours de la Meuse. Les pays ardennais se trouve donc à la frontière des deux royaumes, dont l'un va devenir le royaume de France des Capétiens, tandis que la Francie médiane et la Francie orientale forment à partir de 962 le Saint-Empire romain germanique. 
L’appartenance de ces territoires au royaume de France n’a été remise en cause que pendant la guerre de Cent Ans, sous l’action des rois d’Angleterre Henri V et Henri VI et du duc de Bourgogne Philippe le Bon,, de 1420 (traité de Troyes, qui fait de Henri V d'Angleterre un roi de France, allié aux Bourguignons) à 1435 (traité d'Arras, par lequel Philippe le Bon fait la paix avec Charles VII). 

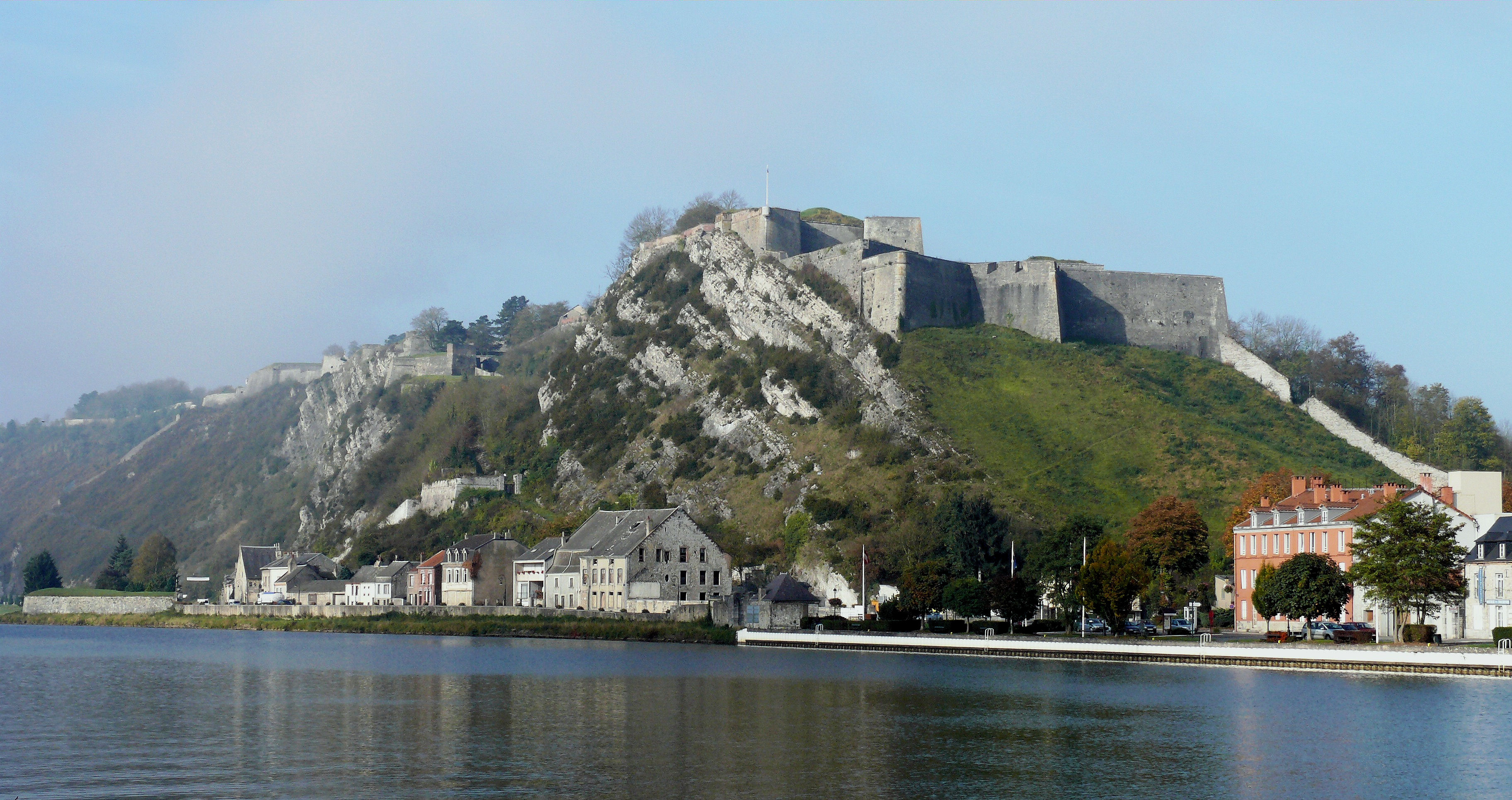
Fort de Charlemont dans la pointe de Givet.

Le XVe siècle est marqué par la constitution dans le nord du royaume de France et le nord-ouest du Saint-Empire des Pays-Bas bourguignons, vaste ensemble de possessions des ducs de Bourgogne, qui s'étend depuis les comtés d'Artois et de Flandre (fiefs français) aux comtés de Hollande et de Zélande et au duché de Luxembourg (fiefs du Saint-Empire). À la suite de la mort du duc Charles le Téméraire (1477), les Pays-Bas échoient en 1516 à son arrière-petit-fils Charles de Habsbourg (1500-1558), aussi roi de Castille et d'Aragon à partir de 1516, empereur Charles Quint à partir de 1519. Commence alors un long conflit (1521-1748) entre les Habsbourg et le royaume de France, conflit dans lequel les pays ardennais, face aux Pays-Bas espagnols (autrichiens à partir de 1714) sont en première ligne.

### Époque moderne (1492-1789)

#### Période des principautés souveraines
Du XVe siècle au milieu du XVIIe siècle, les rois de France, dont l’autorité est fragilisée par les guerres de Religion (1562-1598) et la Fronde (1648-1652), acceptent la création de principautés à la lisière du territoire ardennais. 
Ces principautés sont des fiefs souverains et constituent autant de marches protégeant le royaume : ce sont les principautés de Sedan, de Château-Regnault et d'Arches notamment. 
Richelieu puis Mazarin s'efforcent au XVIIe siècle de rétablir l’autorité royale sur ces principautés (comme Richelieu l'a fait en 1629 en supprimant les places de sûreté des protestants). 

#### Période de la monarchie absolue
Louis XIV (1638-1715) voit son avènement en 1643 (mort de Louis XIII) marqué par la victoire de Rocroi remportée par le prince de Condé sur une armée commandée par Francisco de Melo, gouverneur des Pays-Bas espagnols au nom du roi Philippe IV. Cette victoire permet de redéfinir la frontière entre la France et les Pays-Bas espagnols, plusieurs places fortes comme celui de Charlemont, dans la pointe de Givet, passant sous le contrôle de l'armée française. 
Dans la première moitié du XVIIIe siècle, les secrétaires d'État de la Guerre renforcent les lignes de défense sur la Meuse et la Semoy, avec un certain succès[pas clair].
Dans les années 1780, les frontières sont stabilisées. Mais dans certaines paroisses de la région, le rattachement à la France est récent[Quand ?]. Ainsi peut-on lire dans le cahier de doléances de la ville de Fumay (rédigés à l'occasion des élections aux états généraux de 1789) cette remarque : « Depuis qu’ils [les habitants de Fumay] ont l’honneur d’appartenir à la France, ils ont été conduits comme des esclaves mercenaires qui ne connoissent leur maître que pour les rigueurs qu’exercent sur eux ses agents intermédiaires ».
Réunis le 5 mai 1789 à Versailles, les états généraux deviennent l'Assemblée nationale constituante le 9 juillet, ce qui marque, formellement, le début de la Révolution française (cinq jours avant la prise de la Bastille).

## Création du département des Ardennes (1790)

### Délimitation du territoire départemental

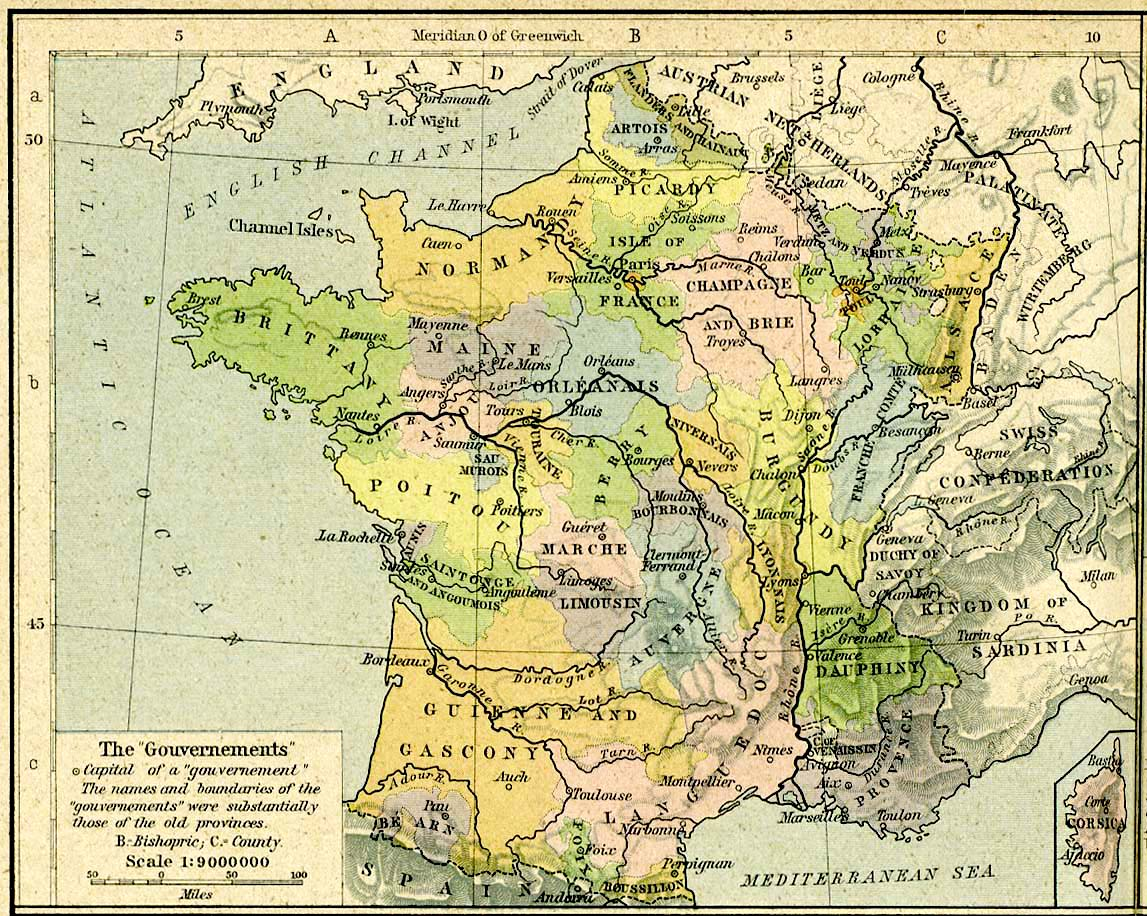
1789 : les anciennes provinces.

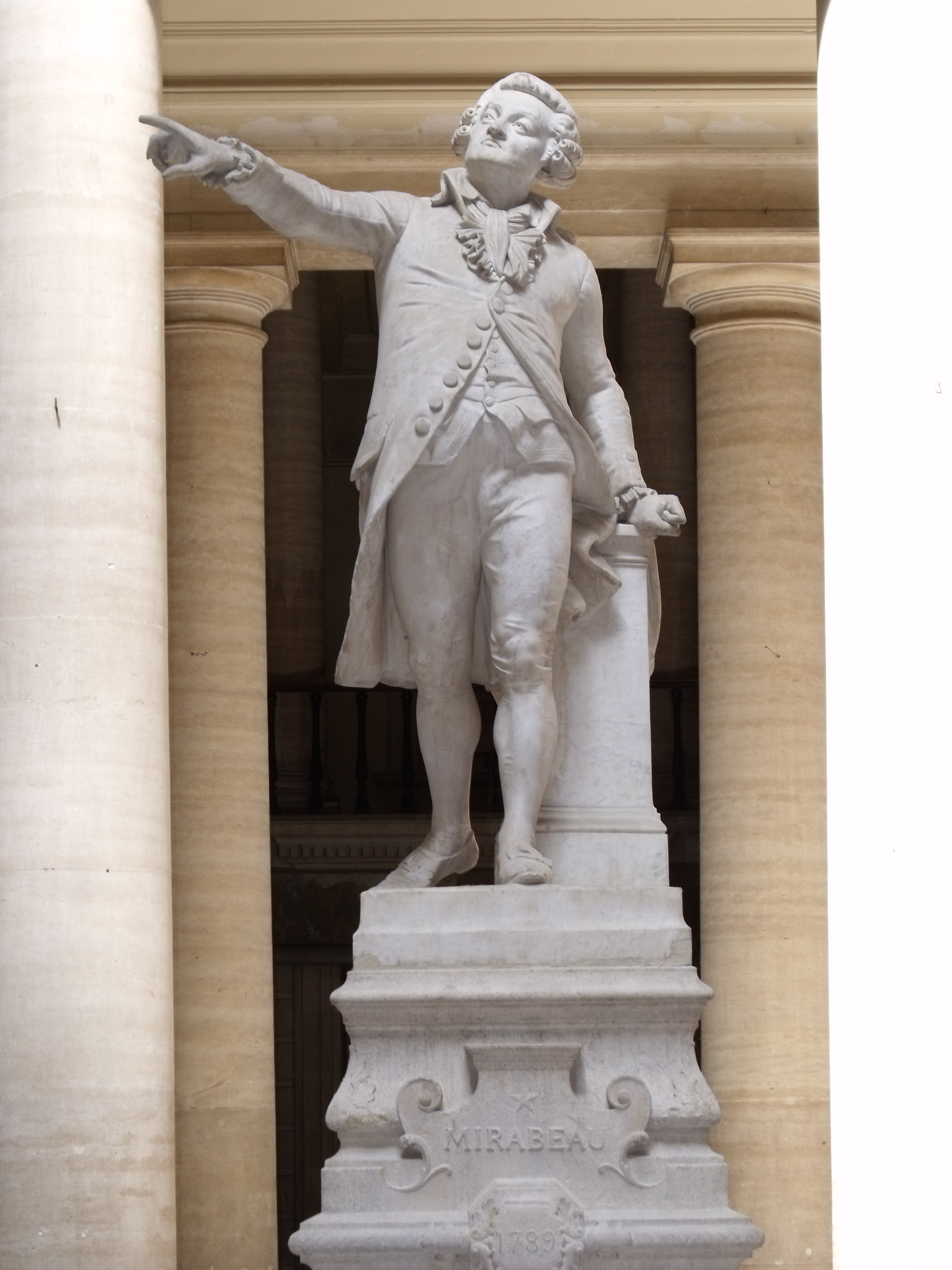
Mirabeau.

Carte du département des Ardennes (1790).

Entre le décret créant les départements, voté par l'Assemblée le 22 décembre 1789 et le décret du 26 février 1790, définissant le nombre et les limites des départements français, quelques semaines sont laissées aux députés pour définir les limites des nouvelles circonscriptions. Dans le cas du département des Ardennes, les discussions ont d'ailleurs commencé auparavant, dans le cadre d'une commission des députés élus dans les bailliages de Champagne, avatar du vieux comté de Champagne absorbé en 1284 par le domaine royal.

#### La grande diversité des pays ardennais
Les discussions sont particulièrement difficiles en ce qui concerne cette région du Nord de la Champagne et de l’ouest de la Lorraine, caractérisée par un émiettement dans le cadre du système féodal et seigneurial, qui existe toujours au début de 1789, quoique affaibli par rapport au Moyen Âge (il est officiellement aboli le 4 août 1789) : jusqu'à cette date, on trouve encore deux duchés-pairies, quatre marquisats, sept comtés, sept baronnies, quarante-six possessions directes du domaine royal et un certain nombre de seigneuries isolées. 
En ce qui concerne l’administration royale, il existe quatre généralités (notamment celle de Châlons) et quatorze bailliages (notamment celui de Reims). Du point de vue de l'administration de l'Église, le territoire est partagé entre quatre diocèses : la plus grande partie des paroisses relèvent du diocèse de Reims, mais quelques doyennés restent rattaché au diocèse de Trèves, au diocèse de Laon ou à celui de Liège.
Ce territoire est également marqué par la diversité linguistique, les populations utilisant dans l'usage courant les langues wallonne, champenoise (dialecte ardennais) et lorraine, même s'il s'agit de parlers de langue d'oïl. 
On trouve aussi une diversité des sous-sols, des paysages et des terroirs, avec leurs conséquences sur les activités humaines, : par exemple le contraste est grand entre la Champagne crayeuse (dite « Champagne pouilleuse », ce « bon » et « beau » pays cher à Roger Dion) et la vallée de la Meuse. Des études ont également montré des différences traditionnelles dans l’organisation des structures familiales, des pratiques endogamiques sur les hauts plateaux septentrionaux aux pratiques exogamiques du Rethélois.

#### Discussions entre les députés de la province de Champagne
Malgré ces différences qui contreviennent aux principes de cohésion énoncés par Mirabeau, le département des Ardennes va sortir des discussions entre députés champenois. 
Le 6 novembre 1789, est proposée la division de la Champagne en trois départements, Reims devenant le chef-lieu de la partie nord, rassemblant autour du territoire de l'ancienne principauté archiépiscopale de Reims (duché-pairie), le Rethélois, le Vouzinois et les territoires de la Meuse notamment la pointe de Givet. Cette proposition n'est pas retenue en raison de la position décentrée de Reims dans cette configuration. 
Le 17 novembre, apparait l’idée de créer un quatrième département du Nord de la Champagne, avec pour chef-lieu Rethel, Charleville ou Sedan, l’hypothèse de Sedan suscitant le ralliement des habitants de l’ancien duché de Carignan, aussi envisagé comme partie du département lorrain de la Meuse. 
Cette hypothèse des quatre départements de Champagne est retenue par l'Assemblée en décembre 1789,. 
On ignore qui a proposé, en février 1790, de donner au quatrième département le nom d'« Ardennes », terme qui désigne un massif et une forêt n’occupant qu’une partie réduite de son territoire, souvent sous la forme « Ardenne », nom dérivé du mot latin Arduenna, probablement d'origine celtique. 
Le découpage du royaume de France en 83 départements prend effet le 4 mars 1790. En ce qui concerne la Champagne, les quatre départements sont : l'Aube, la Marne, la Haute-Marne et les Ardennes.

### Choix du chef-lieu de département et du siège de l’évêché

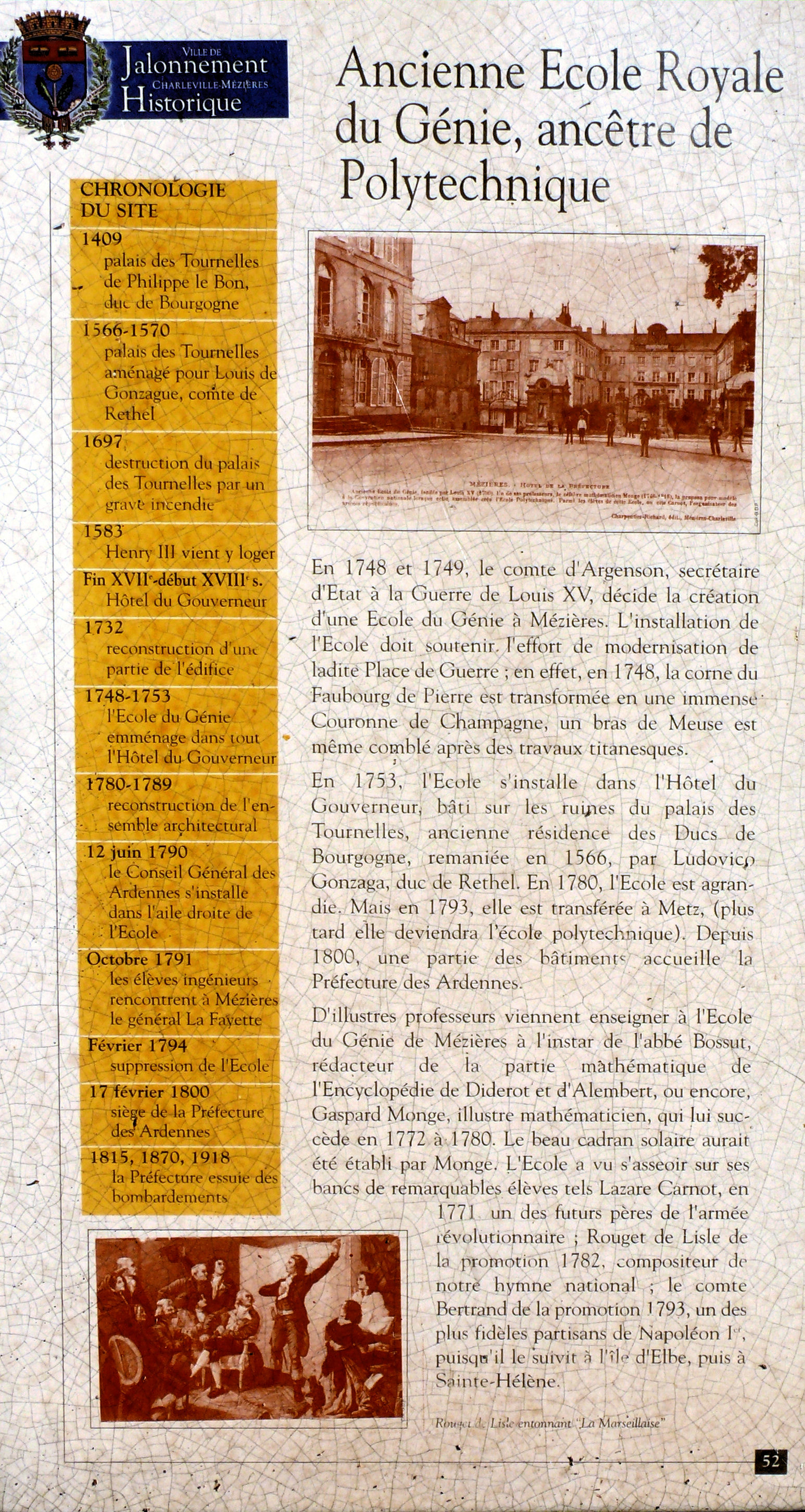
École du génie militaire de Mézières.

Si le découpage du département était désormais établi, le choix du chef-lieu du département restait à faire. Trois villes prétendaient à ce titre, Sedan, la plus industrielle (textile) et la plus peuplée avec 12 000 habitants, Charleville, une cité récente en plein essor commercial avec 8 000 habitants, et Rethel, industrieuse avec 4 500 habitants,. Les députés de l’ancienne province de Champagne avaient décidé le 27 décembre 1789 de laisser le choix de ce chef-lieu aux électeurs du département (situation qui se produisit de la même façon dans 38 autres départements). Le 22 avril 1790, c’est une quatrième ville, Mézières, qui fut retenue en définitive. Mézières était une cité commerciale en perte de vitesse mais aussi une ville de garnison, et une place forte. Une école prestigieuse y était implantée, l’École du génie militaire. Gaspard Monge, qui y fut professeur, s'inspira des méthodes en usage à cette École du génie pour mettre au point l'enseignement de ce qui allait devenir l'École Polytechnique. Par contre, Mézières ne comptait que 3 600 habitants.  
Le 12 juillet 1790, dans le cadre de la Constitution civile du clergé, un évêché par département fut constitué, faisant ainsi coïncider le découpage administratif et l'organisation des paroisses. À cet effet, le diocèse des Ardennes est créé, comme ceux de Versailles, Laval, Moulins, Bastia, Châteauroux, Colmar, Guéret et Saint-Maixent. Il se voit rattacher les paroisses du département. Le nouveau diocèse englobe des communes françaises précédemment rattachées au diocèse de Reims mais aussi à des diocèses dont le centre épiscopal était situé hors du département (Brienne-sur-Aisne et Neuville-aux-Joutes étaient rattachées au diocèse de Laon) ou hors de France, en particulier le diocèse de Liège, pour les pays de Givet et Fumay, et le diocèse de Trèves, pour la région de Carignan. Nicolas Philbert, le premier évêque de ce nouvel évêché, écrit quelques mois plus tard, dans sa lettre pastorale du 19 mars 1791 : « il était contre les intérêts de la Nation que des Français fussent dépendants de pasteurs étrangers qui n'étaient pas soumis aux lois de l’État et qui, avec des intérêts opposés, pouvaient troubler impunément son repos, soit par des suggestions adroitement ménagées, soit par des ordonnances contraires aux libertés de l’Église gallicane » . Sedan, de nouveau en concurrence avec Mézières, mais aussi avec Mouzon, fut choisi comme siège épiscopal. Cette désignation de Sedan fut sans doute une mesure de compensation partielle pour ne avoir pas été retenu comme chef-lieu du département.

### Mise en place des districts et des cantons
Le 15 juin 1790, une carte des districts et des cantons du département des Ardennes fut officialisée. Six districts furent créés, ébauches de futurs arrondissements : Rocroi (regroupant 13 cantons, et 72 communes), Charleville (regroupant 12 cantons et 107 communes), Sedan (regroupant 9 cantons et 90 communes), Grandpré (regroupant 9 cantons et 64 communes), Vouziers (regroupant 10 cantons et 83 communes), et Rethel (regroupant 13 cantons et 119 communes). C’était Rethel qui réunissait la plus forte recette fiscale, grâce à son foncier.
Après la mise en place de cette nouvelle organisation administrative, restait à obtenir l’adhésion des populations. Elle se fit sans doute plus vite que prévu sous les menaces extérieures, de l’autre côté de la frontière. De 1791 à 1793, les 6 districts (Rocroi, Charleville, Sedan, Grandpré, Vouziers et Rethel) du département des Ardennes ont fourni 6 bataillons de volontaires nationaux. Le 29 juin 1794, l'armée des Ardennes, créée en 1792, et l'armée du Nord, fusionnèrent avec l'armée de la Moselle, pour devenir l'armée de Sambre-et-Meuse.

## Évolution ultérieure

### Mise en place de l'administration préfectorale (1800)

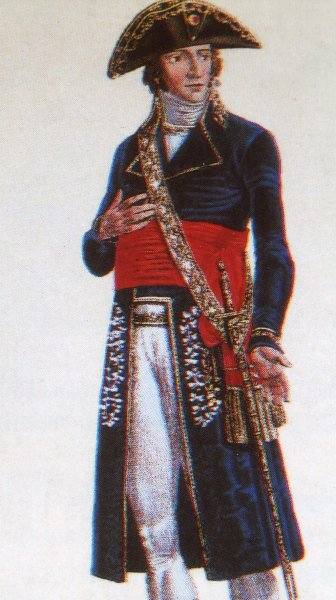
Préfet napoléonien.

Le premier consul Bonaparte créa les préfets par la loi du 28 pluviôse an VIII. Il s’appuya sur quelques personnes dont son frère et ministre de l’intérieur Lucien Bonaparte ainsi que sur les deux autres consuls, Jean-Jacques-Régis de Cambacérès et Charles-François Lebrun. Il semble que ce soit Lebrun qui ait proposé Joseph Frain comme premier préfet des Ardennes. Il s’installa à Mézières, dans l'ancien bâtiment de l'École du Génie (école transférée à Metz en 1796).
Après le sacre de Napoléon Ier, la ville de Sedan demanda le transfert de la préfecture dans ses murs. Le préfet Joseph Frain préféra le statu quo. Il tenta par contre une fusion de Charleville et de Mézières, cités très proches l’une de l’autre, en réunissant séparément les deux conseils municipaux, sans succès,. Joseph Frain aurait envisagé différents noms pour la cité résultant de la fusion, dont Napoléonville.
En 1801, un accord politique fut trouvé entre l’empereur Napoléon et le pape Pie VII. Le 15 juillet 1801, le Concordat fut signé. Le diocèse de Sedan disparut à la suite de cet accord. Le département des Ardennes releva désormais du diocèse de Metz (avant d'être réuni à nouveau, en 1822, au diocèse de Reims).

### Conséquences de la chute de Napoléon (1814-1815)
Le 30 mai 1814, le traité de Paris, signé par Louis XVIII à la suite de la première Restauration, se traduisit par un agrandissement significatif du département des Ardennes qui se vit adjoindre les cantons des anciens départements de Jemappes et de Sambre-et-Meuse restés français.
Après les Cent-Jours, l’issue de la bataille de Waterloo, en juin 1815, rebattit les cartes. Le département des Ardennes fut envahi et resta occupé pendant trois ans par des troupes prussiennes et russes. Le 20 novembre 1815, un nouveau traité de Paris remit en place les frontières de 1789.

### Refonte des arrondissements (1926 et 1942)
En 1926, les arrondissements de Rocroi et Sedan sont supprimés par le gouvernement de Raymond Poincaré, dans un effort de réduction des dépenses de l'État (cette mesure concerne tous les départements). 
L'arrondissement de Sedan est rétabli en juin 1942 par le régime de Vichy.
Durant l'occupation allemande, une grande partie des terres agricoles de ce département furent exploitées par le IIIe Reich sous le nom de WOL (Wirtschaftsoberleitung).

### Création de la commune de Charleville-Mézières (1966)
À la fin des années 1950, au début de la Cinquième République, le nombre de députés du département est réduit de 5 à 3. 
Dans les années 1960, le préfet Robert Hayem reprend l’idée du premier préfet des Ardennes, Joseph Frain, de fusionner Charleville et Mézières. En juillet 1966, le décret fusionnant Charleville, Mézières, Mohon, Montcy-Saint-Pierre et Étion est publié au Journal officiel de la République française et la fusion devient effective le 1er octobre 1966.